# Текумзе (фільм)
«Текумзе» (нім. Tecumseh) — художній фільм-вестерн, знятий в 1972 році на кіностудії ДЕФА режисером Гансом Кратертом.

## Сюжет
Північна Америка, початок XIX століття. Білі перейшли до нової тактики вигнання індіанців з їх споконвічних земель. Тепер вони укладають з ними договори про продаж землі та примушують їх переселятись в безплідні західні області.
Найненависніший з білих — губернатор Індіани — Гаррісон. Щоб покласти край його підступам, вождь племені шауні Текумсе (Текумзе), вихований в сім'ї білого судді Мек'ю, об'єднує роз'єднані племена в союз, який оголосив індіанські землі власністю общини. Вождів, які порушили це рішення, вбивали.
В 1811 році Гаррісон, скориставшись зрадою друга дитинства Текумсе, Саймона Мек'ю, нападає на Священне місто індіанців. Ті, хто залишився в живих, тікають в Канаду.
Повіривши англійському генералу Броку, який обіцяв підтримку Англії у створенні незалежної індіанської держави, Текумсе виступив на боці англійців у Другій війні за незалежність. Проте, програвши війну, англійці покинули індіанців, і вирішальну битву вони були змушені вести самі. Текумсе загинув у бою, американці здобули перемогу.

## У ролях
- Гойко Мітіч — Текумсе
- Аннекатрін Бюргер — Ейлін
- Рольф Рьомер — Саймон Мек'ю
- Леон Нємчик — Мек'ю
- Мєчислав Каленік — генерал Брок
- Мілан Белі — Рафаель
- Вольфганг Греєзе — губернатор Гаррісон
- Джеррі Вольф — Ньюмен
- Хельмут Шрайбер — Полковник Проктер
- Олег Відов — Елліот